# Condado de Ferry
El condado de Ferry es uno de los 39 condados del estado estadounidense de Washington. Al año 2018, su población era de 7 649. Su sede y ciudad más grande del condado es Republic. Ferry recibe su nombre de Elisha P. Ferry, el primer gobernador del estado. Con alrededor de 1.3 habitantes por km², es el condado de Washington con menor densidad de población.
El condado de Ferry fue creado a partir del Condado de Stevens el 21 de febrero de 1899.

## Localidades
- Barney's Junction
- Curlew Lake
- Danville
- Inchelium
- Malo
- Pine Grove
- Republic
- Torboy
- Twin Lakes

### Áreas no incorporadas
- Barstow
- Boyds
- Curlew
- Danville
- Keller
- Kewa
- Laurier
- Malo
- Orient